# Zdroje (powiat szamotulski)
Zdroje – osada w Polsce, w województwie wielkopolskim, w powiecie szamotulskim, w gminie Wronki.
Do 2023 miejscowość była częścią wsi Chojno-Wieś.
W latach 1975–1998 Zdroje należały administracyjnie do województwa pilskiego.